# Línea 11 (Córdoba)
La Línea 11 es una línea de colectivos de Córdoba, Argentina. El servicio está actualmente operado por la empresa Coniferal.
Anteriormente el servicio de la línea 11 era denominado N1 desde 2002 por Coniferal, hasta que el 1 de marzo de 2014, con la implementación del nuevo sistema de transporte público, la N11 se fusiona como 11 siendo operado por la misma empresa.

## Recorrido
Servicio diurno y nocturno.
IDA:  Calamuchita - Alem -Auzzani - Peron- Av. Goycochea - D. Álvarez - Cauque - Arrayan - Molleyaco - D. Álvarez (Izq) - Cauque - Tabacué - Tipayante - D. Álvarez - G. Vagni - R. Nuñez - O. Pinto - Av. Caraffa -C. Barros - Avellaneda - Av. Colón - Av. Gral Paz - Av. V. Sarsfield - Bv. S. Juan - Bv. Illia - Av. Sabattini (salir Sólo Bus después de Est. Bancalari) - Ucacha - Miserere - Punilla – Quilino – Sacanta- Junin – Callao- Ariza- Cangallo – Medrano – Ramos Mejia – Tinogasta – Ambargasta – Fiambala - Cruza Pte Circunvalación - Calingasta pasando Cangallo (Inicia Vuelta Redonda).
REGRESO: Calingasta pasando Cangallo- por Calingasta- Tulumba - Tinogasta - Boedo - (Fin vuelta redonda) - Calingasta - Cruza Circunvalacion - Fiambala - Ramos Mejia – Medrano – Cangallo – Junin – Guandacol – Tancacha – Pascana – Punilla - Av. Sabattini - Bv. Illia - Bv. San Juan - Corro - Fragueiro - Hto Primo - Avellaneda - C. Barros - Av. Caraffa - O. Pinto - R. Nuñez - D. Álvarez -G. Vagni - D. Álvarez -Chaquira - Tabacué - Cauque – Caligue – Auquinco - D. Álvarez- Av. Goycochea - Peron - U. Nacional- Alem - Calamuchita- Ingreso al Predio.